# 蓋瑟斯堡車站
蓋瑟斯堡車站（英語：Gaithersburg station）是馬里蘭區域通勤鐵路布朗斯威克線的古蹟車站，位於馬里蘭州蒙哥馬利縣的蓋瑟斯堡。

## 歷史
本車站於1884年建立，當時稱為巴爾的摩與俄亥俄鐵路蓋瑟斯堡車站與貨運站，屬於該鐵路的都會區支線。車站本體可能是由 Ephraim Francis Baldwin 所設計，有兩棟現被指定為古蹟的建築。客運站是一層的、由山牆支撐屋頂的磚造建築，其東方約10公尺處則為貨運站與貨運月台，為45英尺乘以20英尺的磚造建築。南北兩面的牆分為六區，在第二與第五區各有一個門。車站在1905年向東邊擴建。Amtrak在1971年成立時，巴爾的摩與俄亥俄鐵路的客運服務便由Amtrak的波多馬克特快承繼，在1973年又改為藍嶺號。1976 到 1981 年之間，本站尚有Amtrak的謝南多厄號停靠。本車站在1978年列入美國國家史蹟名錄。到了1986年馬里蘭區域通勤鐵路布朗斯威克線成立，本站改由該線列車使用。

## 蓋瑟斯堡社區博物館
蓋瑟斯堡社區博物館位於修復後的巴爾的摩與俄亥俄鐵路蓋瑟斯堡車站站體，包括貨運站、歷史公園、一輛守車、一輛布法罗河和高利铁路的蒸汽機車，以及一部巴德柴油鐵路客車。博物館另還展示本城歷史以及鐵路古物與設施。

## 圖輯

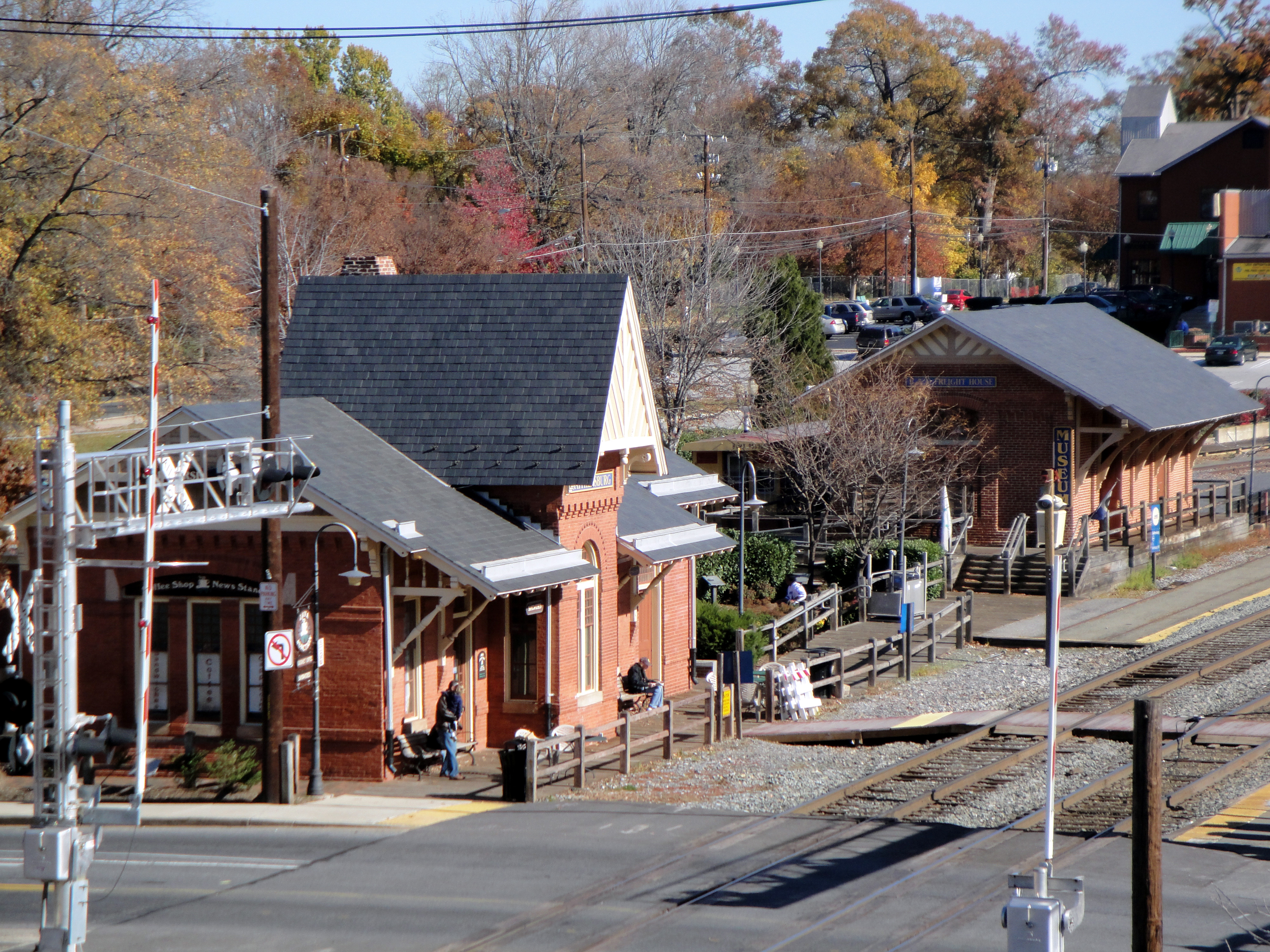
蓋瑟斯堡車站的客運與貨運站房，2010年11月。
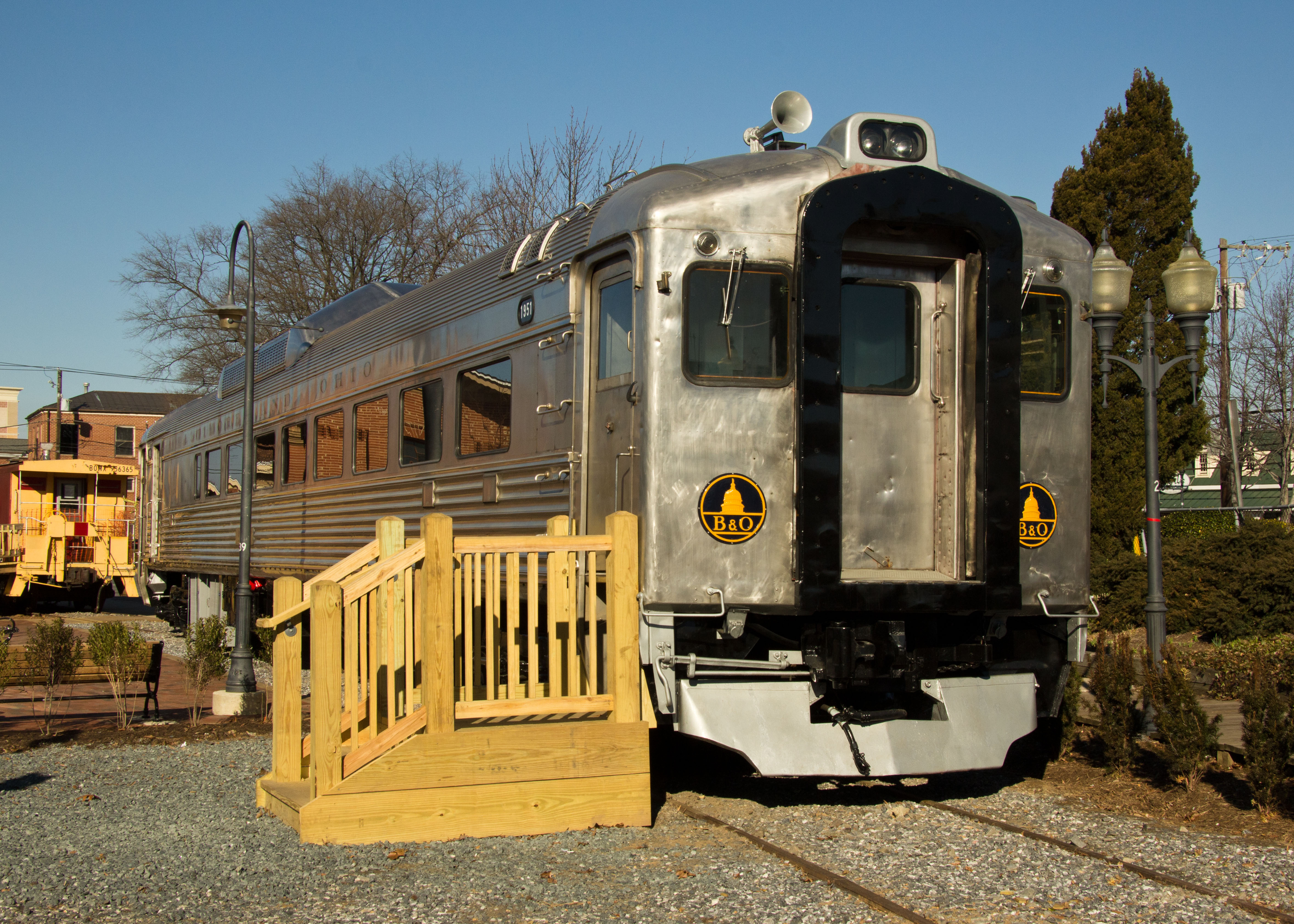
原為巴爾的摩與俄亥俄鐵路使用的巴德柴油鐵路客車

## 外部連結
维基共享资源上的相關多媒體資源：蓋瑟斯堡車站
- Gaithersburg station official website
- Gaithersburg B & O Railroad Station and Freight Shed, Montgomery County, Inventory No.: M: 21-151, M: 21-157 （页面存档备份，存于）, including photo in 1974, at Maryland Historical Trust website
- Station from Summit Avenue entrance from Google Maps Street View
- Gaithersburg Community Museum Facebook site （页面存档备份，存于）
- Gaithersburg Community Museum - City information